# Marie Richeux
Pour les articles homonymes, voir Richeux.
Marie Richeux, née le 27 septembre 1984 à Paris, est une animatrice radiophonique et écrivaine française.

## Biographie
Ancienne étudiante de l'Université Sorbonne-Nouvelle – Paris 3, où elle a fait une maîtrise en « direction de projets culturels », puis un master 1 consacré à « l'éducation artistique et culturelle dans l'Éducation nationale en France », Marie Richeux est diplômée de l’École des hautes études en sciences sociales où elle s’est consacrée à des recherches s’intéressant à « la transmission intergénérationnelle dans les familles dont les parents étaient venus du Maghreb dans les années 1970 ».
Après une collaboration avec Brice Couturier pour l'émission de débat de France Culture, Contre Expertise, un an à FIP, et quatre créations sonores en 2009 pour Les Passagers de la nuit de Thomas Baumgartner, d’août 2010 à août 2014, elle anime et produit l’émission quotidienne Pas la peine de crier sur France Culture. En septembre 2014, elle crée l’émission Les Nouvelles Vagues qu’elle anime jusqu’à mars 2017.
En 2015, Marie Richeux est la lauréate du prix littéraire des Grandes Écoles pour son roman Achille.
À partir d’août 2017, elle anime Par les temps qui courent sur France Culture.
En 2018, elle présente une lecture en musique avec projection, accompagné du réalisateur Cédric Dupire et du musicien Bachar Mar Khalife. La venue de ce dernier est annulée quelques jours avant la représentation à L'Escale du Livre 2018 à Bordeaux. En 2018 toujours, Marie Richeux est la lauréate de la deuxième édition du prix Écrire la ville pour son roman Climats de France.
En 2023, elle prend la relève de Nicolas Herbeaux dans l'animation sur France Culture d'une émission littéraire, faisant entendre des textes, Le Book Club.

## Publications
- Polaroïds, éditions Sabine Wespieser, 2013  (ISBN 978-2-84805-154-3)[7]
- Achille, éditions Sabine Wespieser, 2015  (ISBN 978-2-84805-179-6) – prix littéraire des Grandes Écoles 2015[4]
- Climats de France, éditions Sabine Wespieser, 2017  (ISBN 978-2-84805-227-4) – prix Écrire la Ville 2018[5]
- Sages Femmes, éditions Sabine Wespieser, 2021  (ISBN 9782848054148)
- Jours de naissance, éditions Sabine Wespieser, 2023  (ISBN 9782848054810)
- Officier radio, Sabine Wespieser, 2025, 240 p. (ISBN 2848055715)